# Dagua
Dagua è un comune della Colombia facente parte del dipartimento di Valle del Cauca. 
L'abitato venne fondato da Adan Cordobes Cordoba e Espiritu Santo de Potes nel 1918.